# Визма (Тимиш)
Визма (рум. Vizma) насеље је у Румунији у округу Тимиш у општини Секаш. Oпштина се налази на надморској висини од 192 m.

## Прошлост
По "Румунској енциклопедији" место се први пут помиње 1440. године. Било је ту 1717. године 19 кућа.
Аустријски царски ревизор Ерлер је 1774. године констатовао да Визма припада Барачком округу, Липовског дистрикта. Становништво је било претежно влашко. Када је 1797. године пописан православни клир у месту је био само један свештеник, Парох, поп Груја Лазаровић (рукоп. 1788) говорио је само румунски језик.

## Становништво
Према подацима из 2002. године у насељу је живело 16 становника, од којих су сви румунске националности.